# Poa flexuosa
Poa flexuosa là một loài thực vật có hoa trong họ Hòa thảo. Loài này được Sm. miêu tả khoa học đầu tiên năm 1800.